# Krevo
Krevo (Russisch: Кре́во, Wit-Russisch: Крэ́ва, Kreva, Pools: Krewo, Litouws: Krėva) is een agrarische nederzetting in het rajon Smorgon van de oblast Grodno in Wit-Rusland. Het heeft een bevolking van 646 inwoners (2009) en een oppervlakte van 6,284 km².

## Geschiedenis
Krevo wordt voor het eerst vermeld in Duitse kronieken uit de 13e eeuw. Waarschijnlijk omvatte het toen ook de burchtheuvel van Krevo, 2,5 km ten noordwesten van het dorp.
Gedurende de 13e-14e eeuw bouwden de grootvorsten van Litouwen het kasteel van Krevo, het eerste volledig stenen kasteel in het vorstendom. In 1341 kwam Krevo in het bezit van Algirdas, zoon en opvolger van Gediminas. Zijn broer Kęstutis werd hier in 1382 gevangen gehouden en vermoord. In 1385 werd in het kasteel de Unie van Krevo opgesteld, waarmee Polen en Litouwen onder één vorst kwamen.
In 1391 kwam Krevo onder het woiwodschap Vilnius. Van de 16e tot 18e eeuw bezat Krevo het Maagdenburgs stadrecht. De stad had sterk te lijden onder de Pools-Russische oorlogen, waarmee haar neergang begon. 
Gedurende de 17e en 18e eeuw nam de hoeveelheid Joodse inwoners sterk toe, en in de 19e eeuw werd een synagoge met mikwe en cheder gebouwd. Volgens bronnen uit 1866 bezat Krevo toen 248 woningen en 1285 inwoners, waaronder 639 orthodoxen, 337 katholieken, 241 joden en 68 moslims. In 1883 had het een bevolking van 1923 inwoners, waaronder zogenaamde "skarba" ofwel "schatkisten", die het land van de boeren opkochten.
De kerk was een van de acht bijkerken van het dekanaat Osjmjany, al gesticht gedurende de heerschappij van Jogailo en de kerstening van Litouwen. Ze bezat ondergeschikte kapellen in de dorpen Milejkovo en Krivsk. Als het voormalige centrum van de gelijknamige parochie bezat het in 1883 587 hoven en 5.145 boeren.
Het bestaat uit acht landelijke districten: Myssa, Popelevitsji, Sakovitsji, Tsjoechny, Rakovtsy, Krevo, Verebosjki en Bojarsk, met in totaal 90 gehuchten.
In 1895 waren er 2112 inwoners, 249 hoven, twee orthodoxe kerken, een katholieke kerk, een armenhuis en een school. Een van de kerken, de Alexander-Nevskikerk is tot op heden bewaard gebleven.

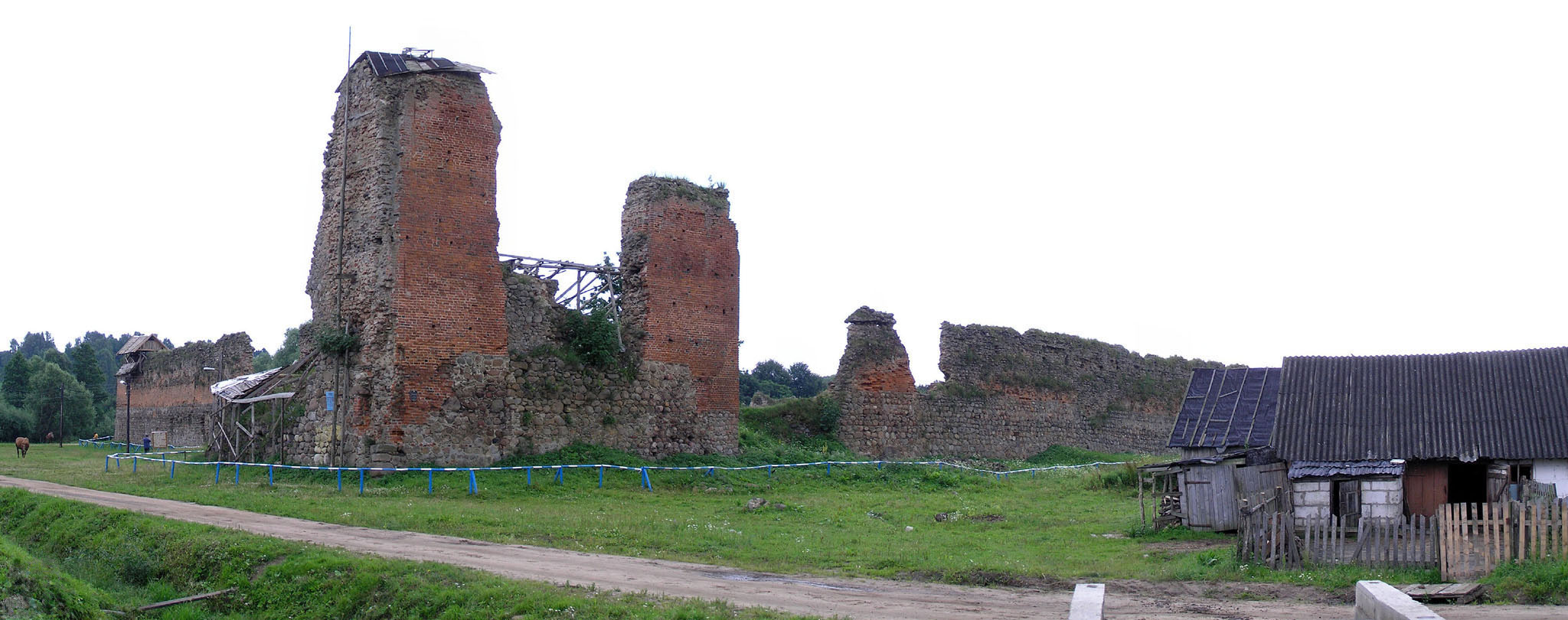
ruïnes van het kasteel
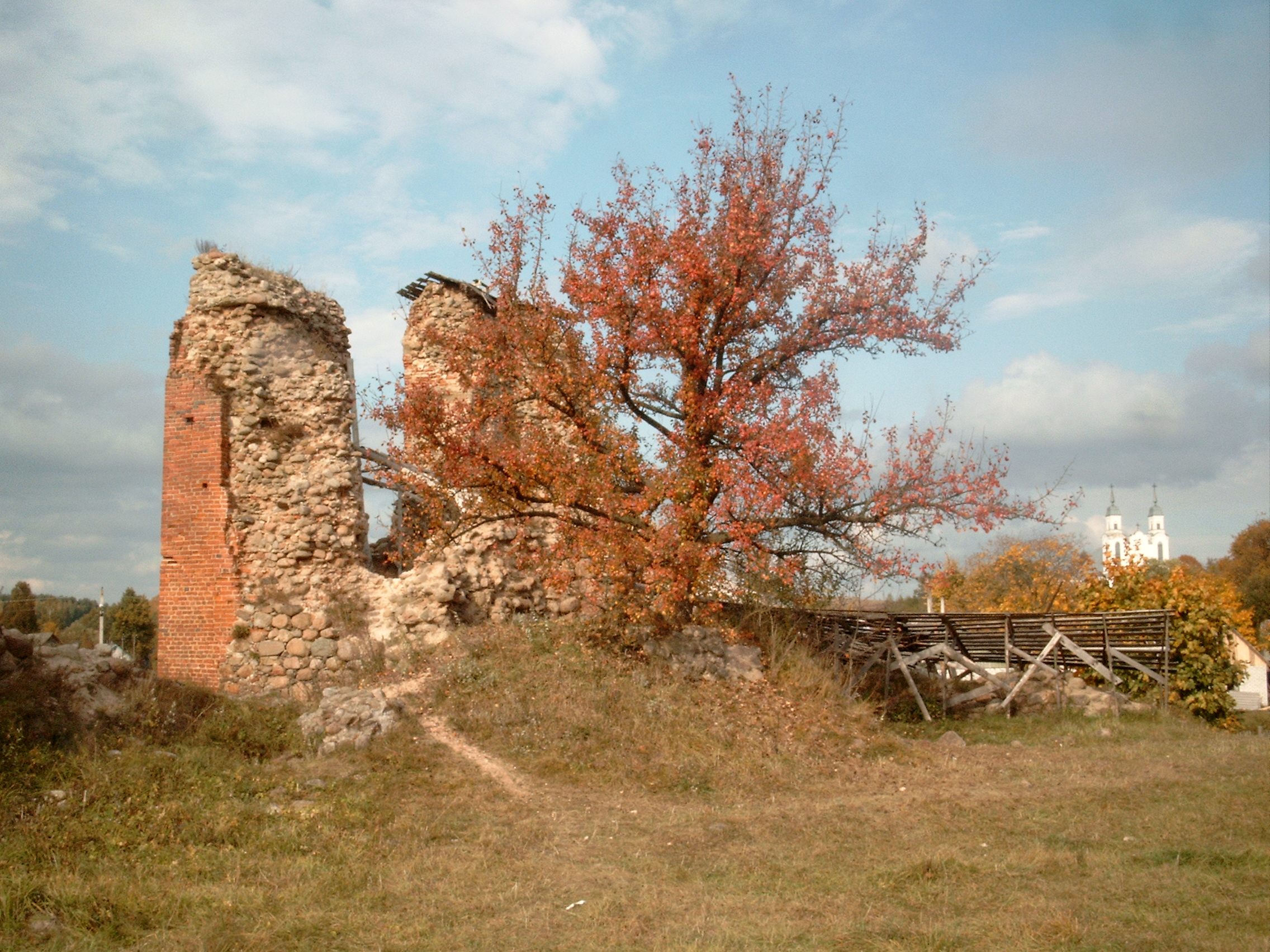
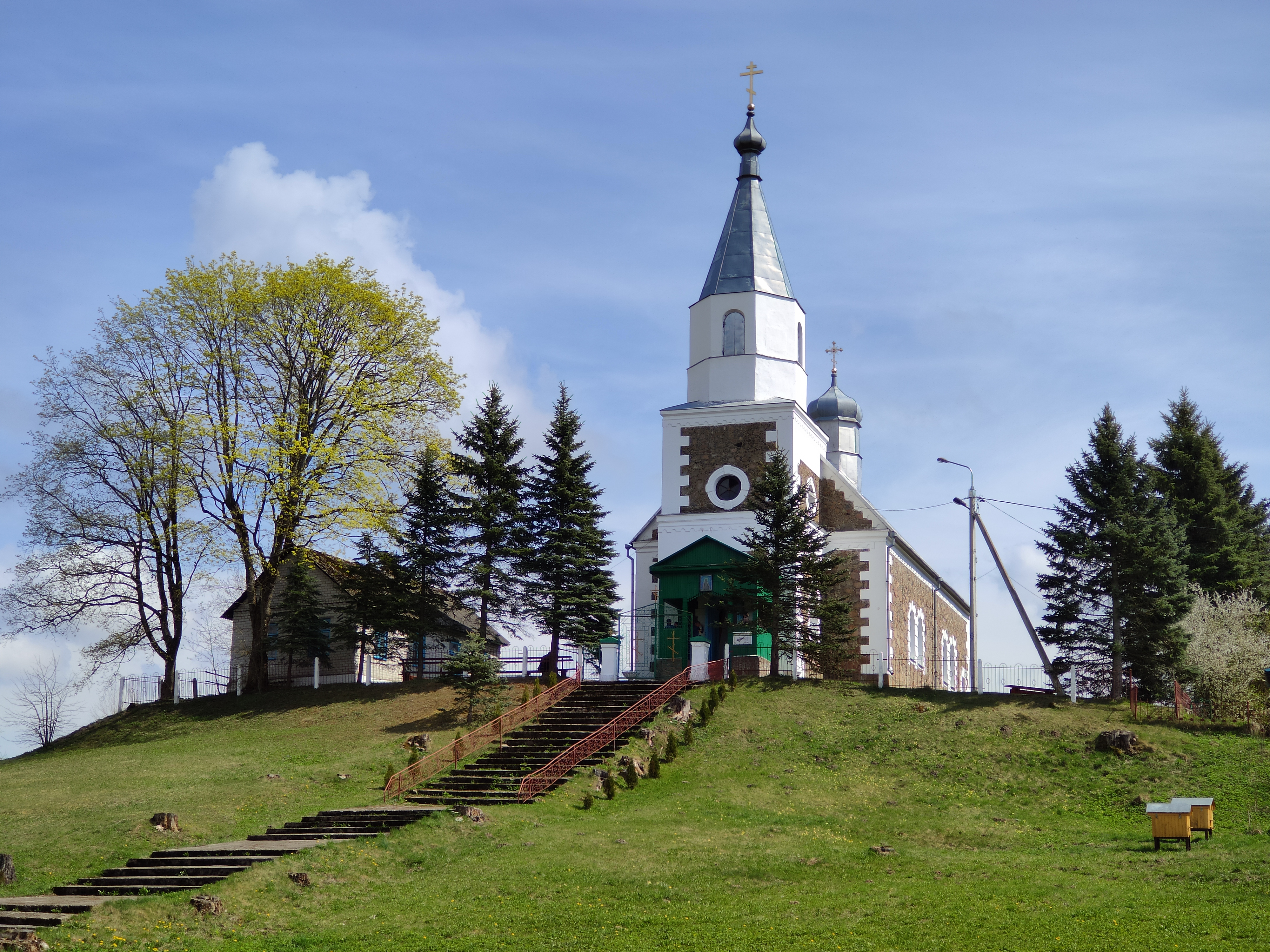
Alexander-Nevskikerk
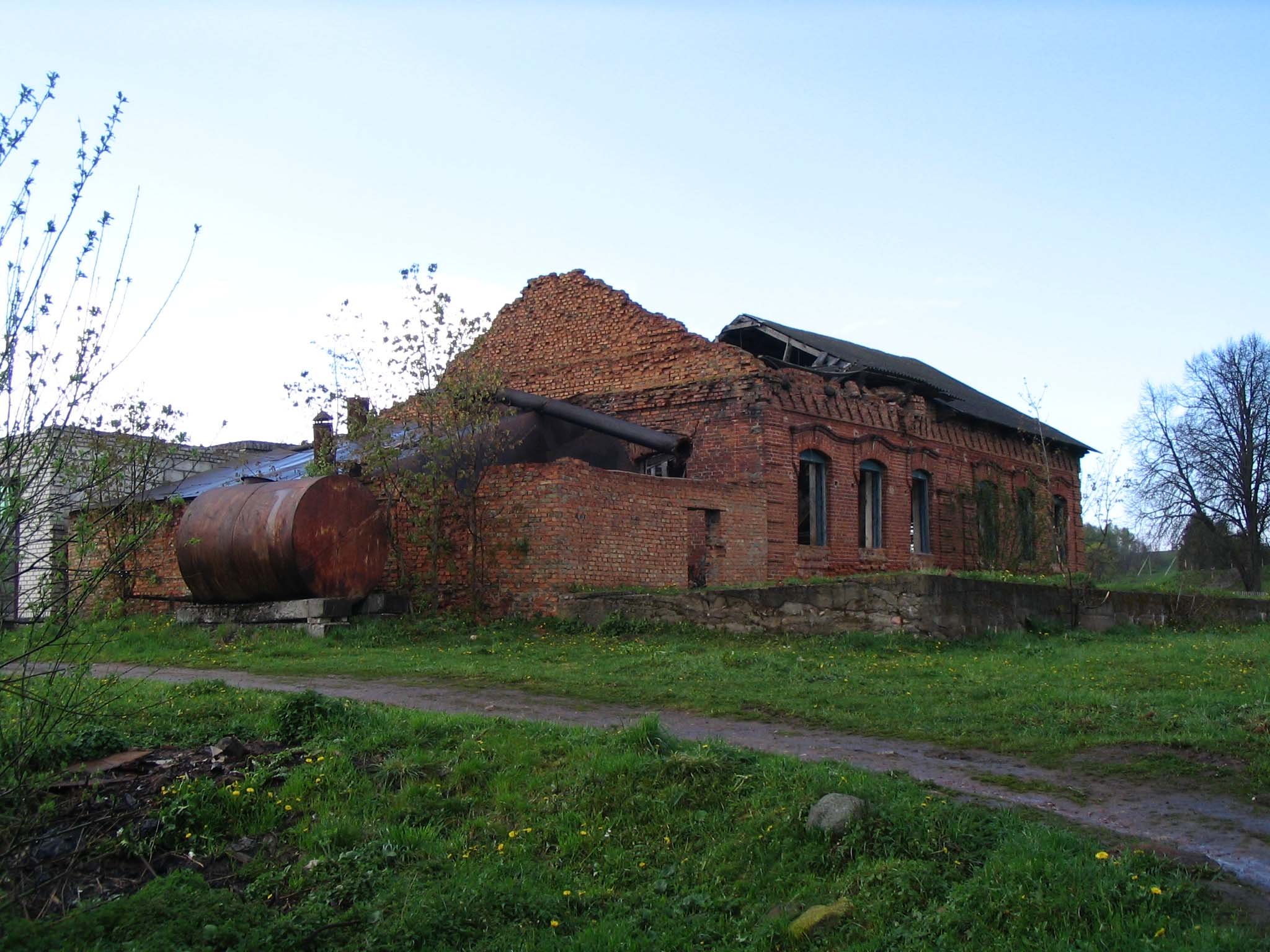
voormalige synagoge